# 오성덕
오성덕(吳聖德, 일본식 이름: 平賀右作, 1911년 1월 15일 ~ ?)은 일제강점기와 대한민국의 법조인이다.

## 생애
평양 출신으로 일본에 유학하여 주오 대학 전문부를 졸업하였다. 1939년에 고등문관시험 사법과에 합격한 뒤 조선총독부 검사로 근무했다.  일제 강점기 동안 부산지방법원 검사와 해주지방법원 사리원지청 검사를 지냈다. 부산지방법원 검사를 맡고 있던 1943년을 기준으로 종7위에 서위되어 있었다.
태평양 전쟁 종전 후에도 미군정 지역에서 그대로 검사로 근무했다. 1949년에 부산지방검찰청 차장검사가 되었고, 1950년에는 서울고등검찰청 차장검사를 맡았다. 부산지검 차장검사로 재직하면서 전직 남조선로동당 참여자들을 회유하고 자수를 받아 국민보도연맹에 가입시키는 데 일조했다.
1951년에 춘천지방검찰청 검사장에 오른데 이어, 대전지방검찰청과 대구지방검찰청 검사장을 차례로 역임했다. 1960년 4·19 혁명이 일어났을 때 대구지검 검사장이었다. 4·19 혁명 성공 직후 사퇴하고 변호사를 개업해 활동했다.
2008년 민족문제연구소가 발표한 친일인명사전 수록예정자 명단 중 사법 부문에 포함되었다.

## 참고자료
- 오성덕(吳聖德) - 국사편찬위원회